# Vall d'Alba

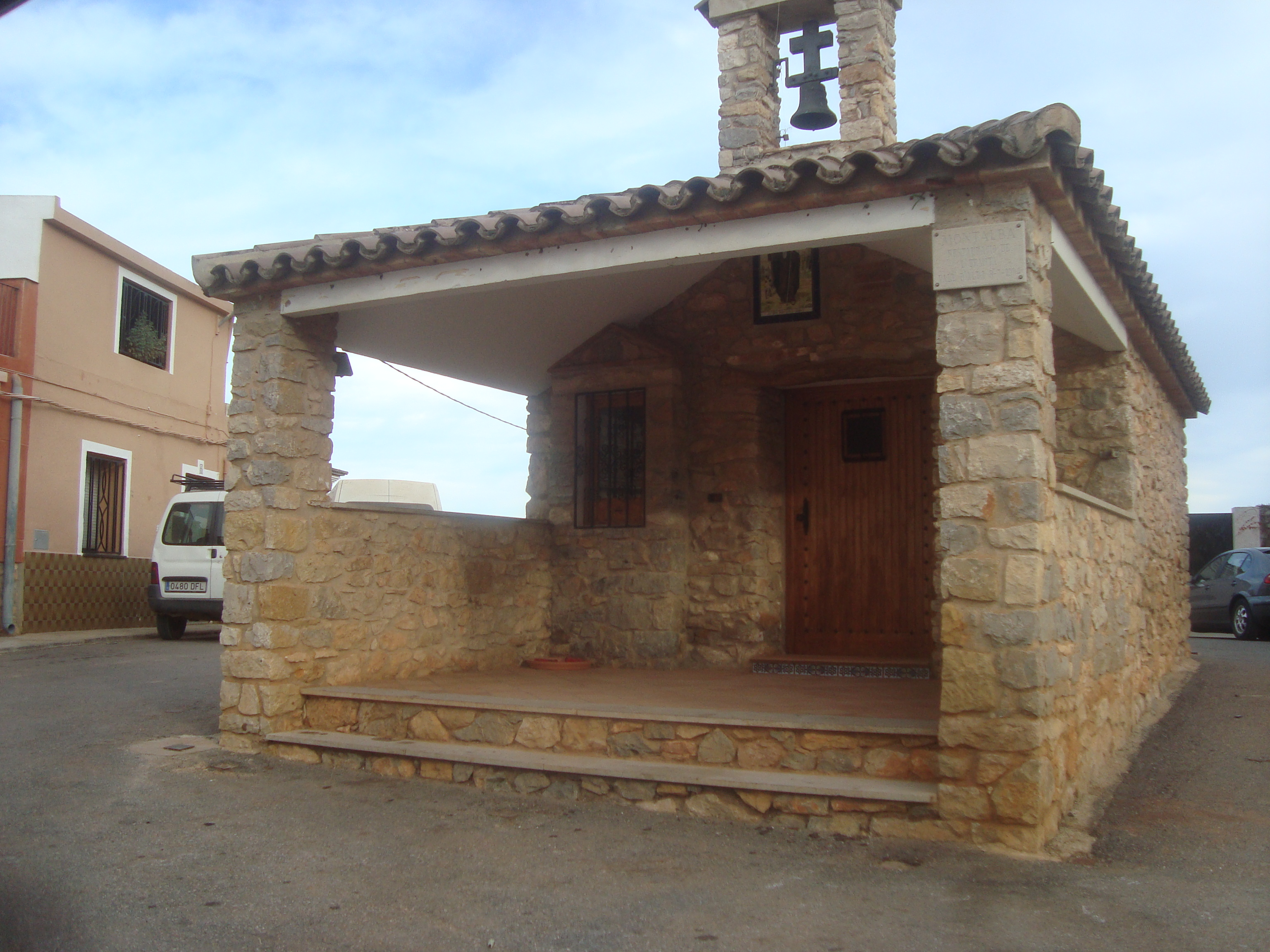
Ermita de San Antonio Abad en la Montalba (Vall d'Alba).

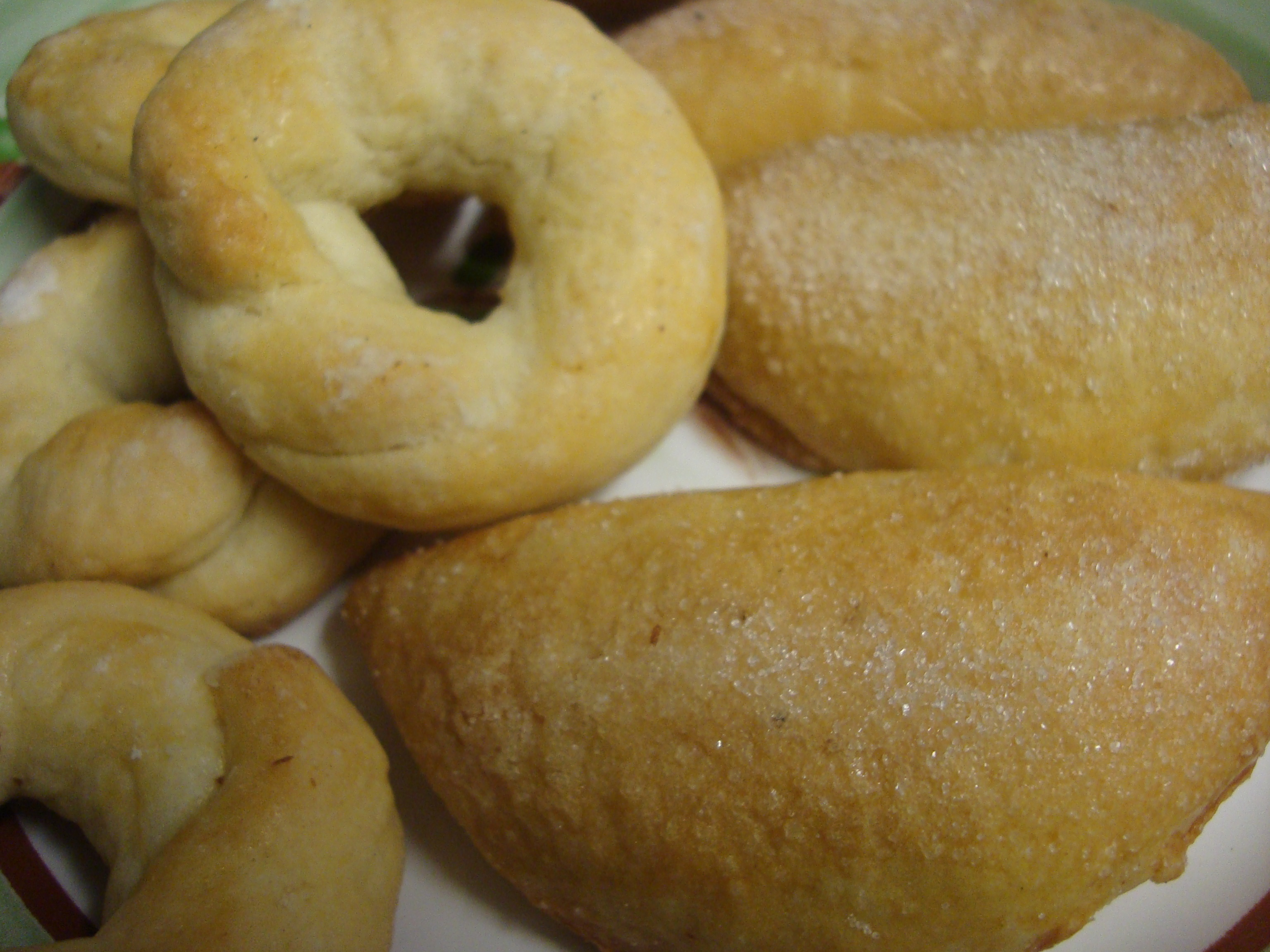
Rollets i pastissets.

Vall d'Alba (en valenciano la Vall d'Alba) es un municipio de la Comunidad Valenciana, España. Situado en la provincia de Castellón, en la comarca de la Plana Alta. Cuenta con 2807 habitantes (INE 2019).

## Toponimia

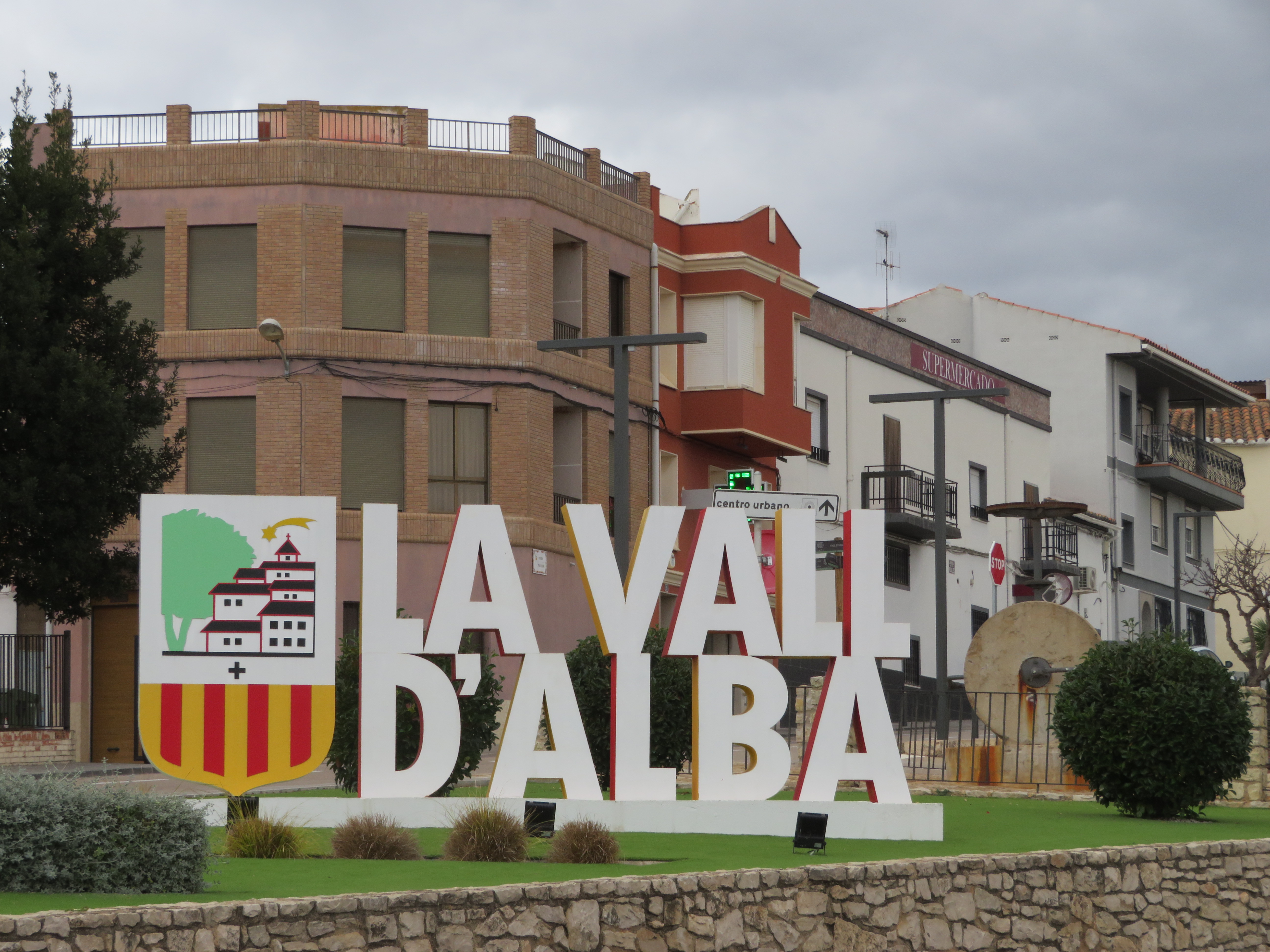
La Vall d'Alba.

La toponimia de su denominación se quiere relacionar con el color blanco "Valdealba... La Vall Blanca", que procedería de la formación mozárabe primitiva, tal y como apuntaba recientemente el investigador Alvar Monferrer. En este sentido, Corominas ya hizo hincapié en que "verament es la vall blanca, vall alba per excel·lencia; la que pot ésser per metaplasme sintàctic".

## Geografía
La suave orografía de Vall d'Alba se ubica entre cultivos mediterráneos, mientras su casco urbano está situado en una suave ladera que se abre al valle del Pla de l'Arc. Hay que tener en cuenta que a lo largo y ancho del término municipal de la Vall d'Alba existen hasta 641 caseríos que en la actualidad reúnen alrededor de 315 habitantes entre todos los núcleos dispersos.
Se accede a esta localidad desde Castellón de la Plana tomando la CV-10 y luego la CV-15.

### Barrios y pedanías

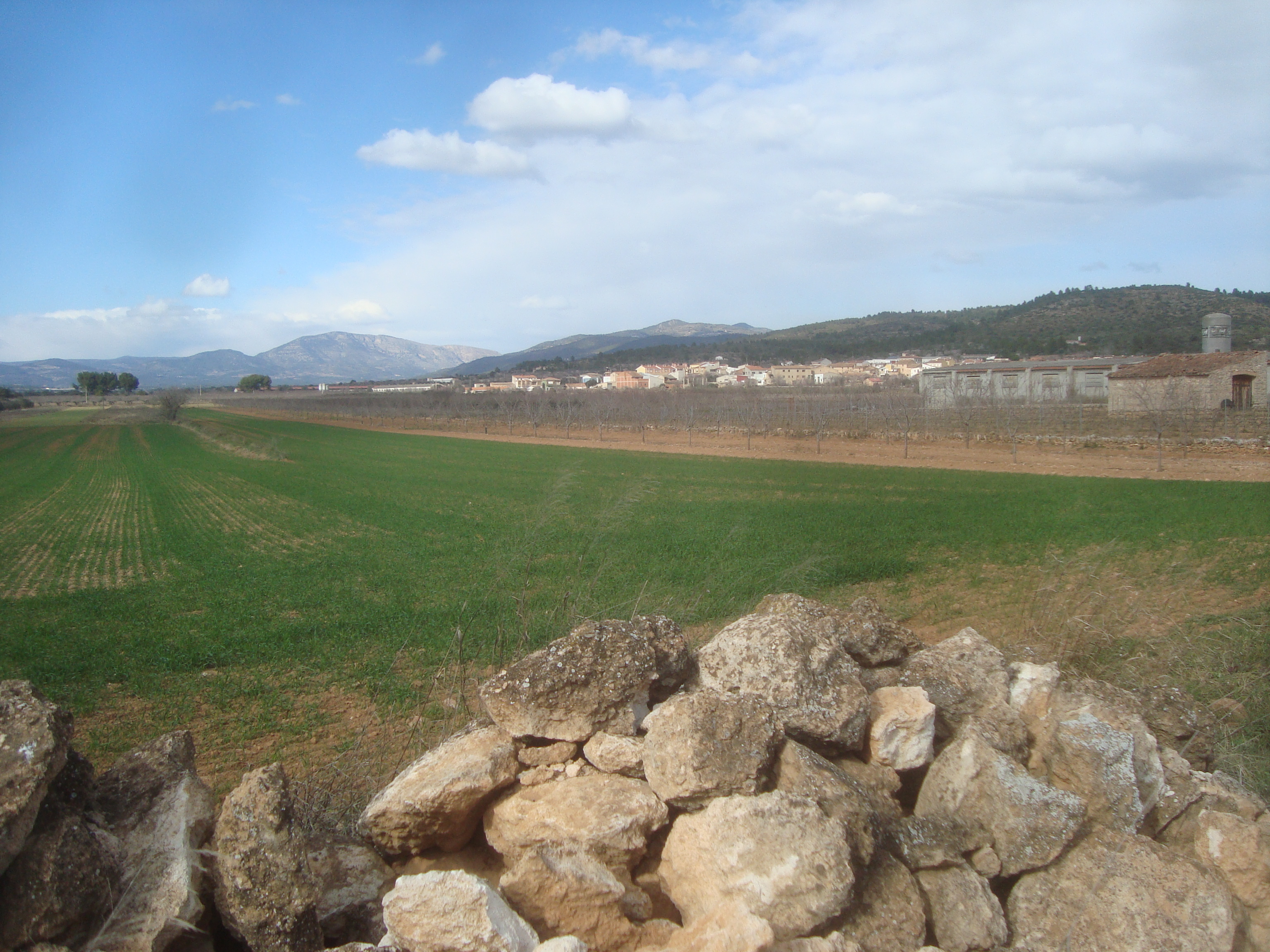
Panorámica de La Barona (La Vall d'Alba).

En el término municipal de Vall d'Alba se encuentran también las entidades de población de La Barona, Mas de Campos, Mas de Cholito, Mas de la Matisa, Mas de la Obrera, Mas de la Sena, Mas de Roures, Mas del Curro, Montalba, la Pelechaneta, y les Ramblelles.

### Localidades limítrofes
El término municipal de Vall d'Alba limita con las localidades de Villafamés,
Useras, Sierra Engarcerán, Cabanes y Benlloch, todas ellas de la provincia de Castellón.

## Historia
Vall d'Alba, que toma su nombre de la alquería Alba musulmana (La Vall "blanca" de los mozárabes), perteneció, en calidad de aldea, al término municipal de Villafamés hasta el 4 de julio de 1925 fecha en la que, en sesión solemne, se celebra el acta de constitución del municipio. Antes, el rey Jaime I donó el lugar al monasterio de Benifasar, para luego volver a manos reales en el año 1244. Esta reincorporación al patrimonio real le costó al monarca de Aragón una asignación perpetua a favor del Monasterio una cifra de 70 maravedíes de oro anuales sobre las rentas de Tortosa. Posteriormente fue donada a la Orden del Hospital y es entonces (1264) cuando recibe de manos de Fra Gui de la Gespa Carta Puebla, en Burriana, para que varios vecinos de Villafamés allí se instalen, después pasará a los dominios de la Orden de Montesa siempre bajo el término de Villafamés hasta su segregación en 1925.

## Demografía
Vall d'Alba cuenta con una población de 3103 habitantes (INE 2024).
| Gráfica de evolución demográfica de Vall d'Alba entre 1930 y 2021 |
| |
| Población de derecho según los censos de población del INE Población de hecho según los censos de población del INEEn 1930 aparece este municipio porque se segrega del municipio Villafamés. |

## Economía

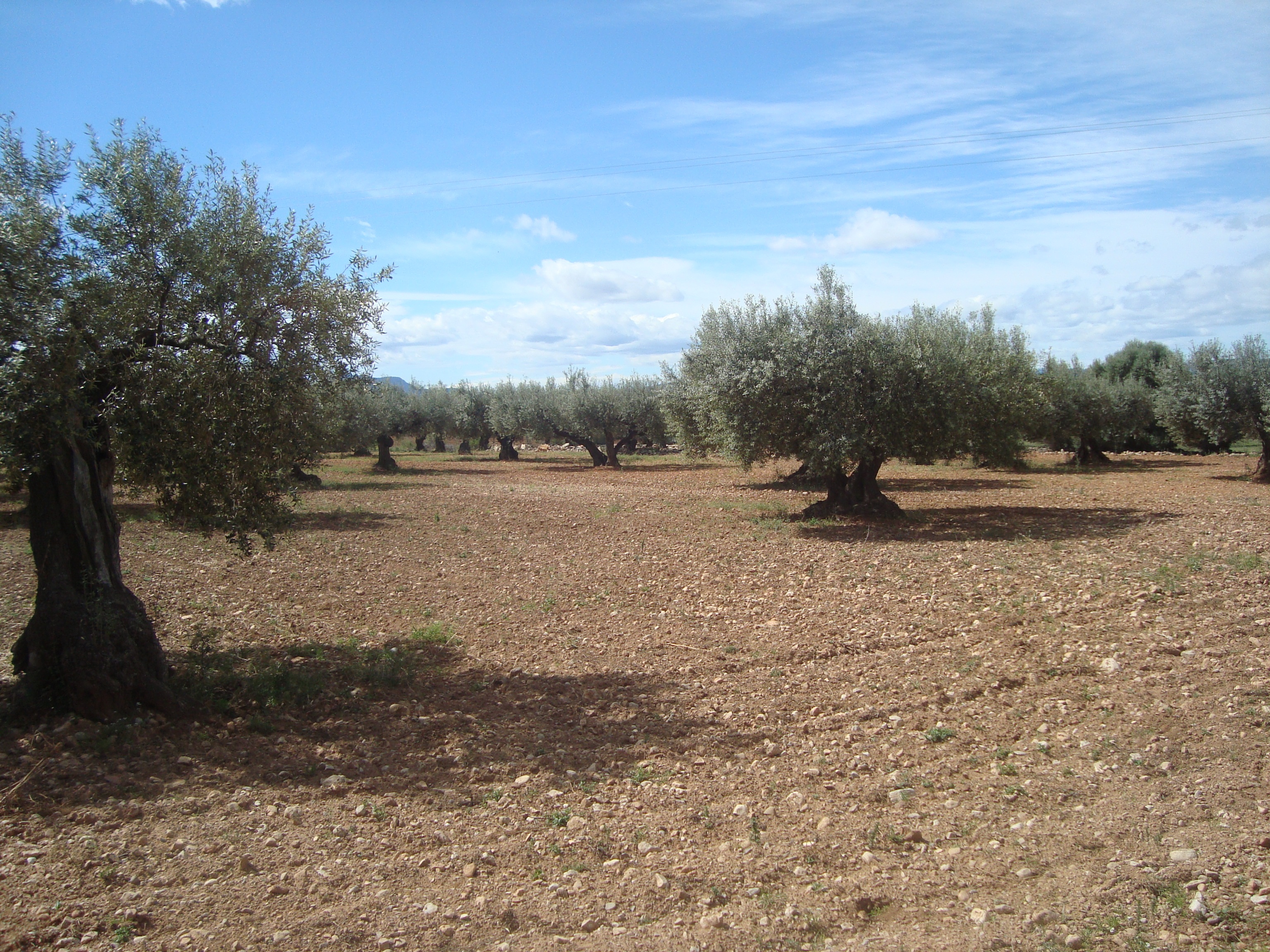
Campo de oliveras, oliveral (La Vall d'Alba)

Las características del clima mediterráneo han favorecido en su término una economía agrícola de secano basada en cultivos de almendro, viñedo y olivo, completada con el aprovechamiento de regadío gracias a las numerosas y artesanales "sénies" que extraían el agua de las entrañas de la tierra. En la actualidad, las labores agrícolas han variado ostensiblemente y ya solo el 36,8 % de la población activa se dedica a esos menesteres. La mayor parte del terreno cultivado se dedica al almendro, que ocupa cerca de 1500 hectáreas; los olivos se encuentran en 616 hectáreas, las hortalizas se cultivan en 224 hectáreas, y el resto, unas 154, se dedican a producciones diversas.
La ganadería sirve de complemento al sector agrícola con un elevado número de granjas que, en su mayoría, están destinadas a la cría y engorde de cerdos. También existen granjas avícolas.
La economía local se reparte en otros sectores productivos como es la industria, que ya ocupa al 27 % de la población activa; el sector servicios emplea en estos momentos a más del 28 % de la mano de obra, y la construcción ocupa en torno al 8 % restante.

## Administración y política
Desde 2015, la alcaldesa del municipio es Marta Barrachina Mateu, del PP
| Periodo   | Nombre                 | Partido   |
| --------- | ---------------------- | --------- |
| 1979-1983 | Dámaso Vidal           | UCD       |
| 1983-1987 | Manuel Lapuerta        | PSPV-PSOE |
| 1987-1991 | Francisco Guinot       | PSPV-PSOE |
| 1991-1995 | Francisco Martínez     | PP        |
| 1995-1999 | Francisco Martínez     | PP        |
| 1999-2003 | Francisco Martínez     | PP        |
| 2003-2007 | Francisco Martínez     | PP        |
| 2007-2011 | Francisco Martínez     | PP        |
| 2011-2015 | Francisco Martínez     | PP        |
| 2015-2019 | Marta Barrachina Mateu | PP        |
| 2019-2023 | Marta Barrachina Mateu | PP        |

## Patrimonio

### Religioso

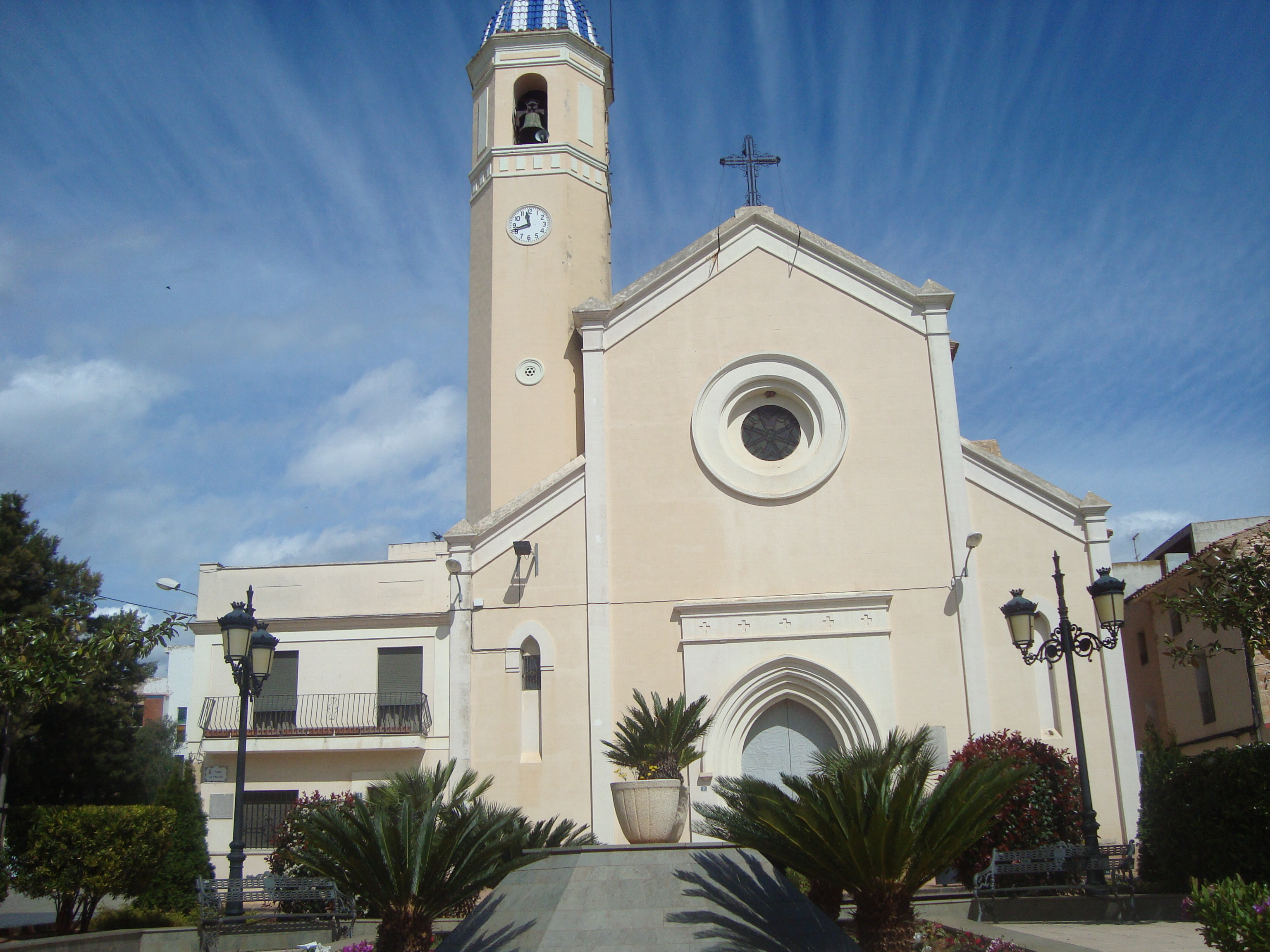
Iglesia parroquial de San Juan Bautista (La Vall d'Alba)

- Iglesia Parroquial. La iglesuela de San Antonio, probable construcción de la reconquista, estaba ubicada en la plaza del mismo nombre y fue derruida en 1937. La nueva iglesia dedicada a San Juan Bautista y la Purísima Concepción fue levantada en el año 1902.

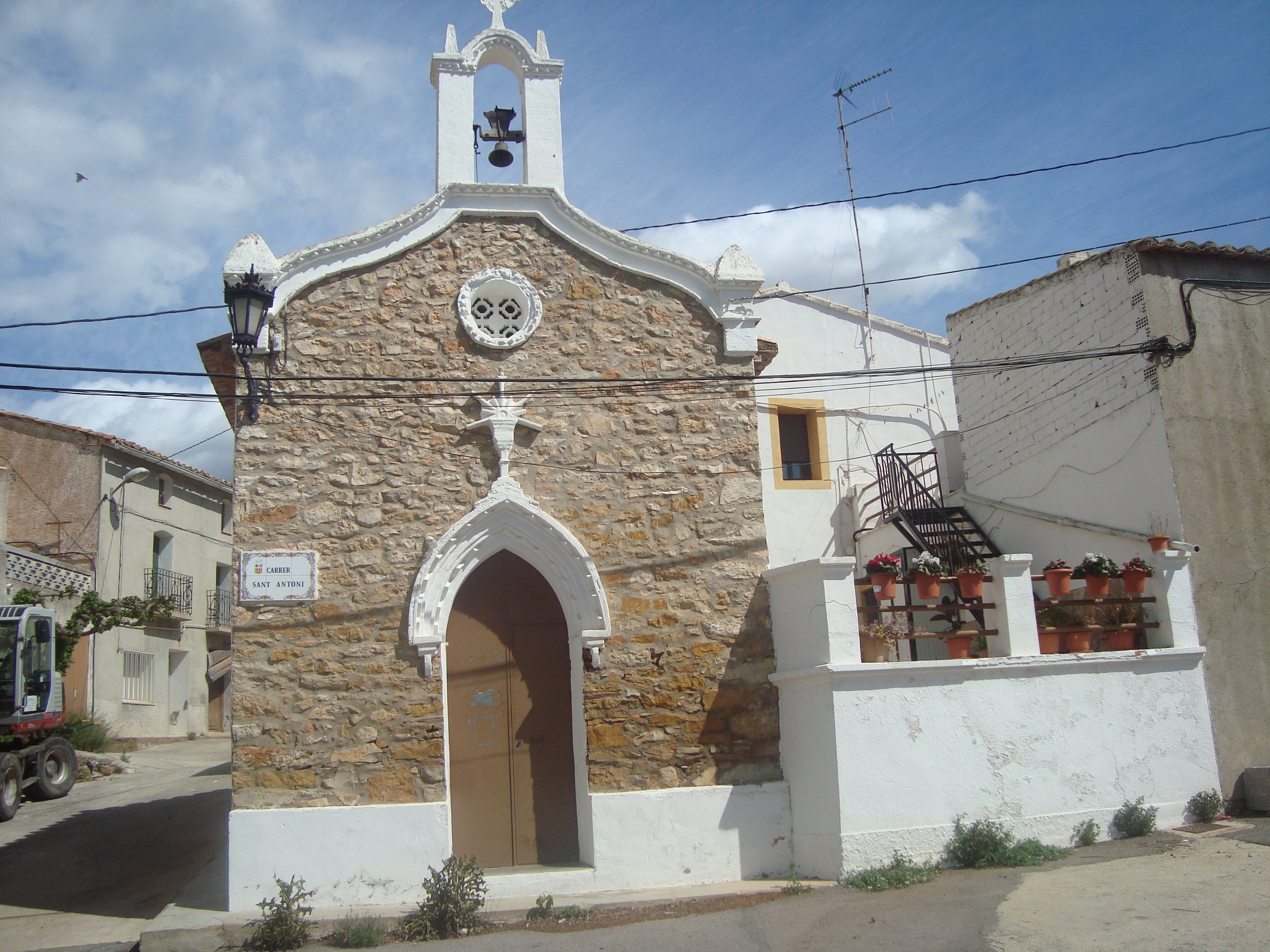
Ermita de San Antonio (La Pelejaneta, La Vall d'Alba)

- Ermita de San Cristóbal. La ermita se inauguró oficialmente en creada a imitación de las ermitas del XVI y XVII con piedra de cantera, cuya construcción imita tres arcos de medio punto.

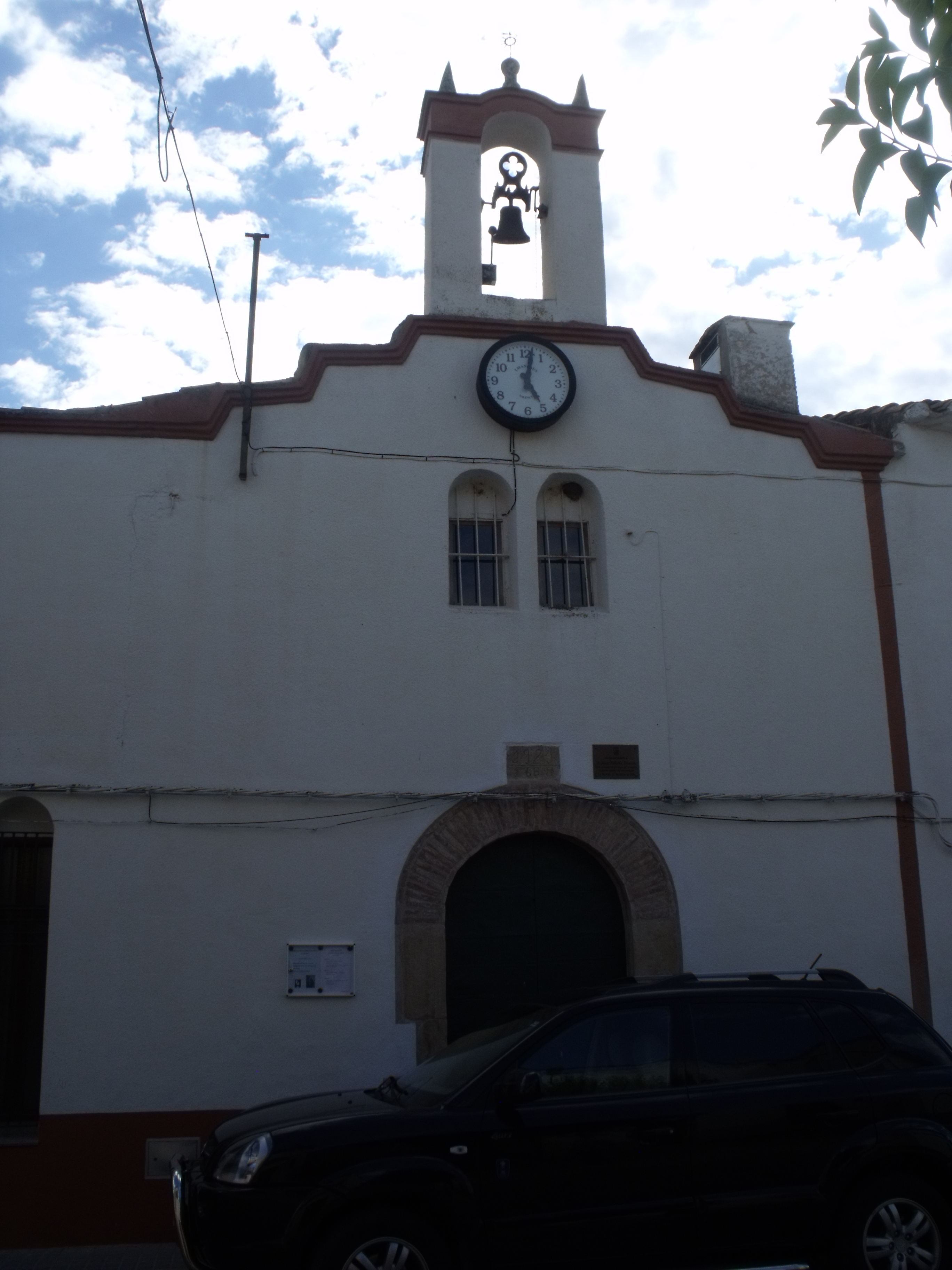
Parroquia de Nuestra Señora de los Ángeles de La Barona

- Parroquia de Nuestra Señora de los Ángeles de La BaronaIglesia Parroquial de Nuestra Señora de los Ángeles de la Barona, situada en este núcleo poblacional del municipio de la Vall d'Alba.

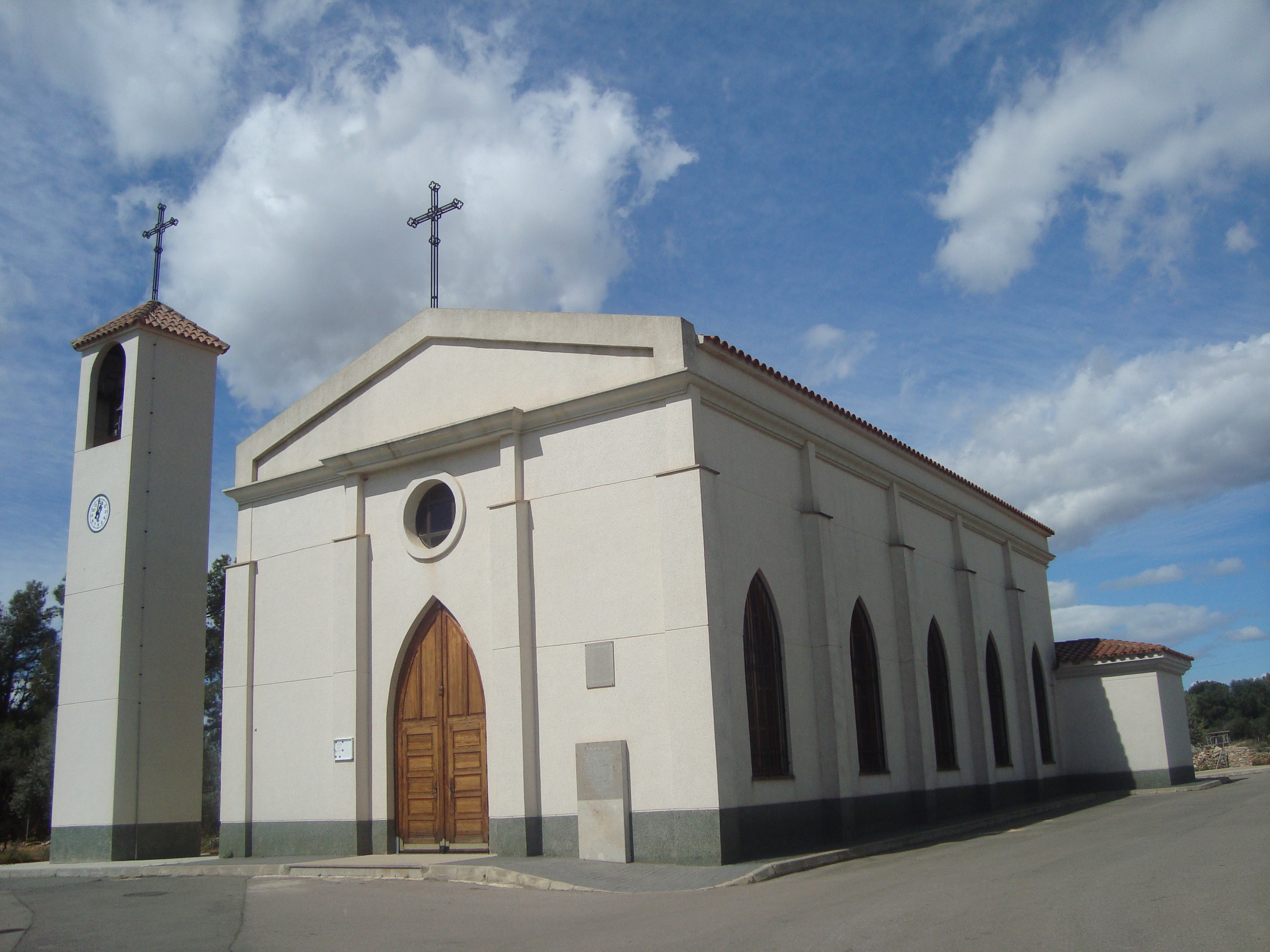
Iglesia parroquial de la Asunción de la Virgen (La Pelejaneta, La Vall d'Alba)

- Otras ermitas y capillas. En el término municipal de esta localidad existen además otras ermitas distribuidas por los diferentes caseríos, como es el caso de la capilla de San Antonio en el Mas de l'Entao, y la de San José en el Mas de Toribio. En Montalba existe otra capilla bajo la advocación de San Antonio Abad, como ocurre en el caso del Mas de la Sena. Por su parte, el caserío de La Barona cuenta con una parroquia bajo la titularidad de la Virgen de los Ángeles, que guarda una pintura del siglo XVIII con la figura de la Virgen sedente con el Niño. Por su parte, la Pelejaneta dedica su parroquia a la Asunción de la Virgen y la ermita responde a la devoción a San Antonio.

### Civil

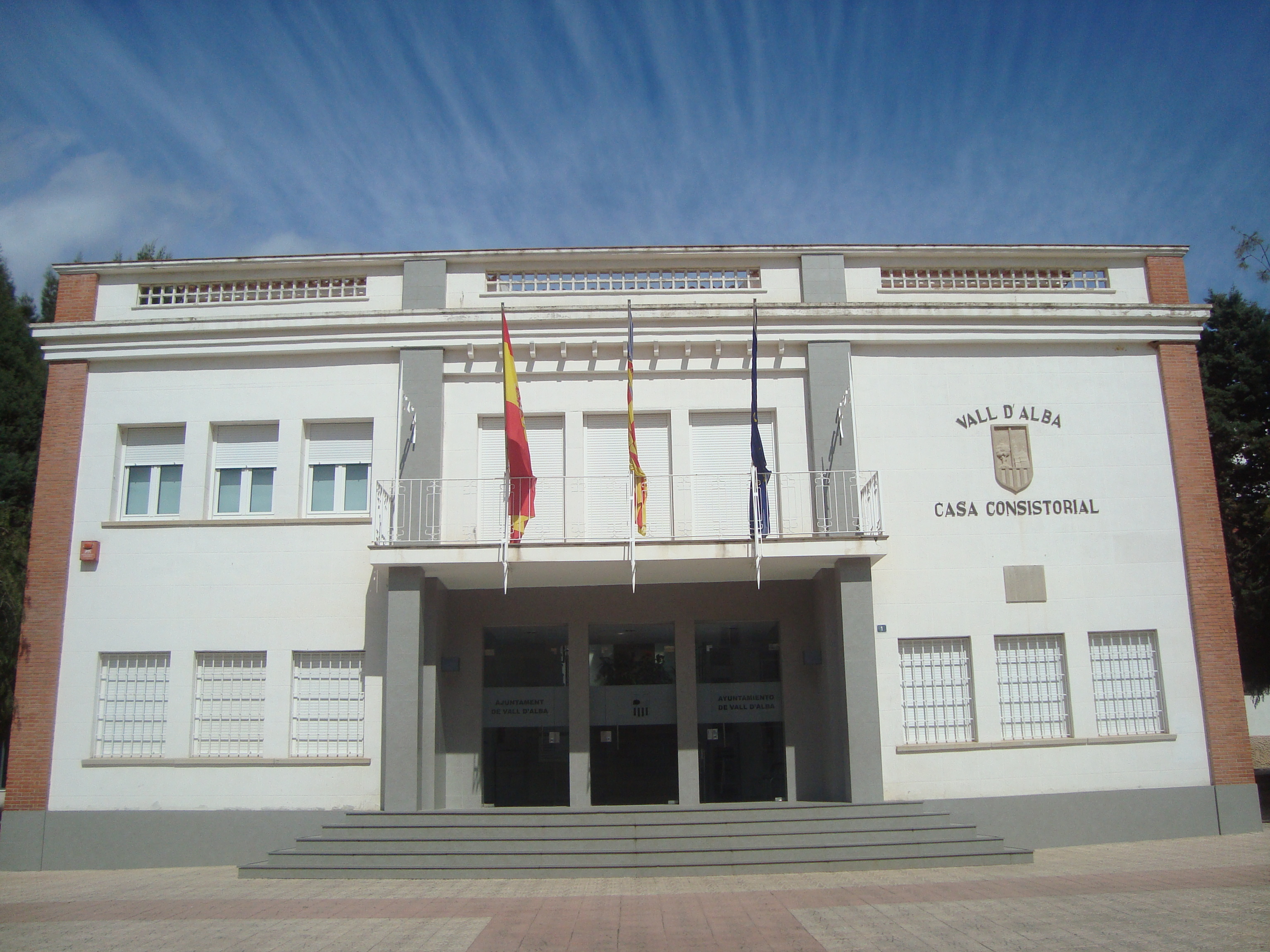
Ayuntamiento de la Vall d'Alba

- Ayuntamiento. Edificio de interés arquitectónico.
- Norias. El patrimonio rural del municipio cuenta con abundantes muestras de las antiguas artesanales "sénies" que mantienen diferentes partes sus estructuras de piedra y diferentes piezas de la noria de extracción.

## Lugares de interés
- Pinar de Juncosa.
- "Pou de Beca". Donde existe una fuente.
- "Pou del Malvestit". Situado en Montalba. Se ha construido una zona recreativa.
- "Pou Ample". Zona de esparcimiento situada muy cerca del municipio.
- Bassa de la Teuleria.
- El Pas.
- Casa Monasterio Budista Sakya Trinley Ling. Se mantiene la más antigua tradición de budismo vajrayana proveniente del antiguo Tíbet, los nagpas.

## Fiestas
- San Antonio. El encierro de reses por la avenida y las exhibiciones taurinas en la plaza, son los actos multitudinarios. La festividad, que abre el calendario de celebraciones, se festeja tanto en el pueblo como en los diferentes núcleos de población dispersos por el término que se suman al tradicional reparto de rotllo i vi(rosquillas y vino), la procesión de las caballerías, la hoguera nocturna y la posterior verbena que sirve para culminar la jornada.
- Fiestas Patronales. Tienen lugar la última semana de agosto, en ellas predominan los toros y las verbenas al aire libre junto con otros actos culturales y deportivos. Se celebran también los certámenes de bandas de música con gran arraigo en la zona, los bailes tradicionales por las calles del pueblo y un amplio abanico de actividades deportivas, comidas de hermandad y actos religiosos propios de la fiesta.
- Otras fiestas. En la Masía d'Alentao celebran sus típicas fiestas en junio, mientras a primeros de agosto, celebra fiestas en honor de Nuestra Señora de los Ángeles la aldea de La Barona. En la masía de cholito se celebran a partir del 8 de julio y hasta el 18 de este mismo mes "les festes del Pla de l'arc" en honor a Sant Jaume.

## Gastronomía

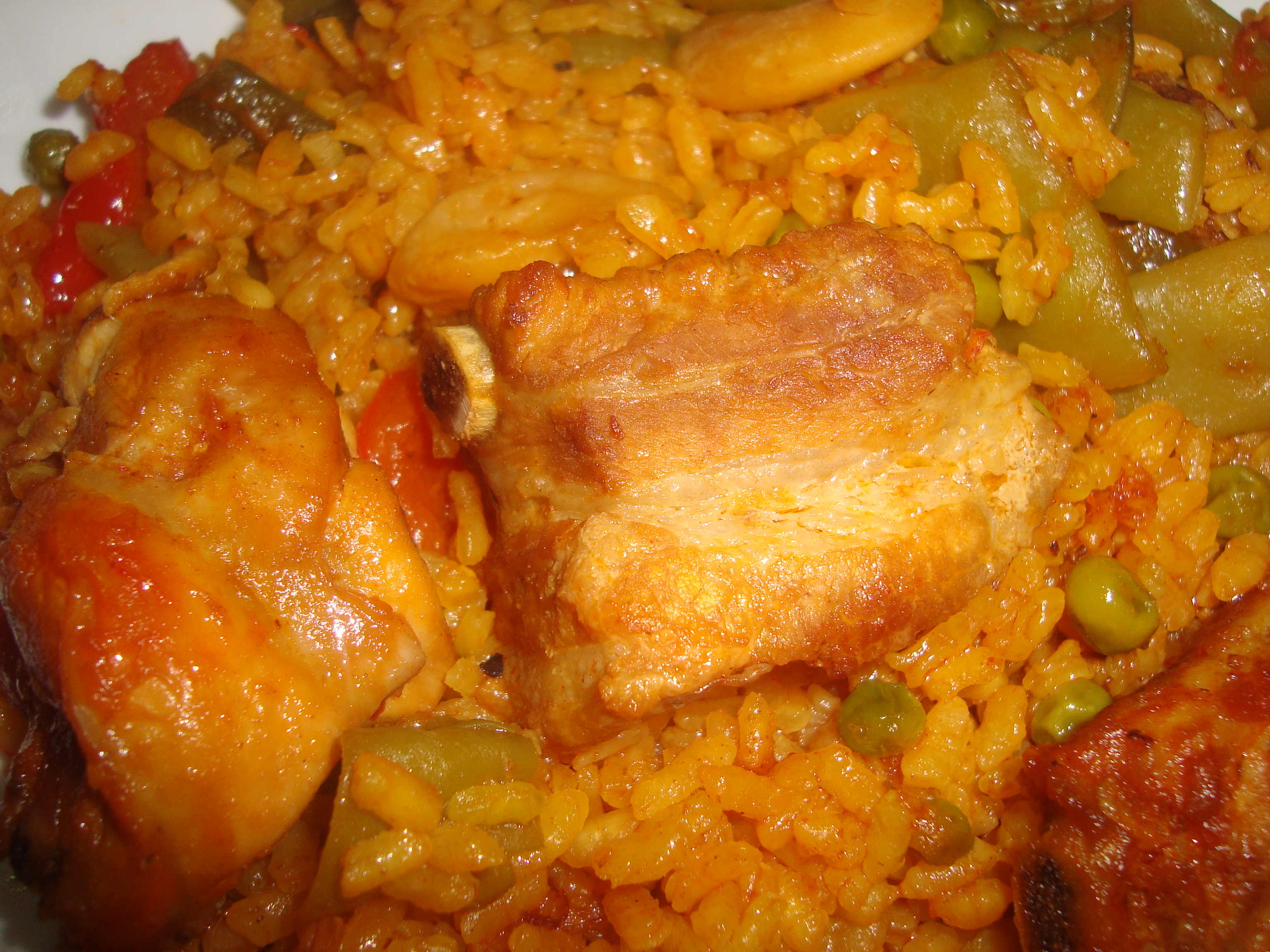
Paella.

Cuenta con un amplio recetario de la cocina tradicional en las que las carnes y los embutidos, de extraordinaria calidad, son fundamentales junto a las verduras y como no a la tradicional paella. Otros de los platos destacables son la olla de verduras y el cerdo, el "tombet" y el conejo asado con ajoaceite. Como postres se destaca aquellos elaborados con almendras y los tradicionales "pastissos" de cabello de ángel y boniato y los rollets d'aiguardent (rosquillas de aguardiente).